# 上所站
上所站（日语：／ Kamitokoro eki */?）是位於新潟縣新潟市中央區下所島的鐵路車站，停靠路線為東日本旅客鐵道（JR東日本）越後線。本站於2025年3月15日隨著列車時刻表改點而啟用。

## 概要
此站位於新潟市中央區新潟縣道164號白山停車場女池線西跨線橋西邊。
跟隨2022年12月新潟市都市政策部、中央區公所建設課的公開資料，計劃活用建設預定地點附近的現在地下通道作為自由通道，於該處建設站房。但是站前廣場和車站名稱等其他事項還未決定，需要由社區提交方案。

## 歷史
新潟站至白山站之間的站距比較長，加上附近設有新潟縣立新潟南高等學校和新潟Unison Plaza等設施。在1990年代已經有聲音要求於上所地區建設新站。但是，隨後沒有進一步發展。
2017年（平成29年），當地的上所校區社群協議會收集了周邊居民約1萬7千人的簽名，要求市協助設置車站。
2018年（平成30年），新潟市在2018年度（平成30年度）預留一筆金額以考慮建設新車站。
2022年（令和4年）2月7日，新潟市和JR東日本對於新站「上所站（暫名）」達成基本協議。預定在2024年度尾啟用。同年10月，新潟市向當地兒童、師生和居民招募站名，最後有三個候選名稱，分別為「上所」、「所島」和「南高校前」。在12月向JR東日本提交該候選名稱。
2023年（令和5年）6月1日，JR東日本發表新站的名稱為「上所站」。

### 年表
- 2022年（令和4年）2月7日：新潟市和JR東日本簽署「有關越後線白山·新潟之間（暫名）上所新站設置等基本協議」[14]。
- 2023年（令和5年）
  - 4月19日：北陸信越運輸局（日语：北陸信越運輸局）批准設置（暫名）上所站[1]。
  - 6月1日：站名決定為「上所站」[12][13]。]
- 2024年12月13日，新潟市與JR東日本新潟支社宣布，上所佔預計於2025年3月15日隨著列車時刻表改點而啟用[15][16][17]。
- 2025年（令和7年）3月15日：車站啟用[17][18][19][20]。

## 相鄰車站
東日本旅客鉄道（JR東日本）
越後線
白山－上所－新潟

## 注腳
1. 1 2 3 4   (PDF) (新闻稿). 国土交通省北陸信越運輸局. 2023-04-19  [2021-04-19]. （原始内容存档 (PDF)于2023-05-31） （日语）.
2. ↑  . NHK. 2025-03-15  [2025-03-16]. （原始内容存档于2025-03-16） （日语）.
3. ↑  . 日テレNEWS NNN. 2025-03-15  [2025-03-16]. （原始内容存档于2025-03-16） （日语）.
4. ↑  . 読売新聞社. 2025-03-16  [2025-03-16]. （原始内容存档于2025-03-16） （日语）.
5. ↑   (PDF). （仮称）上所駅整備事業 かわら版 (新潟市都市政策部都市交通政策課). 2022-12, (1)  [2023-01-12]. （原始内容存档 (PDF)于2022-12-20） （日语）.
6. 1 2  . 新潟日報. 2021-09-23  [2021-12-19] （日语）.[]
7. ↑  . 新潟市. 2017-10-10  [2021-12-19]. （原始内容存档于2021-12-18） （日语）. 上所駅はご承知のように、20年くらい前に（建設について）だいぶ盛り上がった時期があったわけですけれども、その頃はいろいろな条件がなかなか厳しかったと。
8. ↑  . 新潟經濟新聞（日语：にいがた経済新聞）. 2018-02-13  [2021-12-19]. （原始内容存档于2023-04-22） （日语）.
9. ↑  . 新潟經濟新聞（日语：にいがた経済新聞）. 2022-02-07  [2022-02-07]. （原始内容存档于2023-04-22） （日语）.
10. ↑  茂木克信. . 朝日新聞. 2022-12-01  [2023-06-01]. （原始内容存档于2023-06-01） （日语）.
11. ↑  . 新潟市. 2022-12-05  [2023-06-01]. （原始内容存档于2023-05-25） （日语）.
12. 1 2  . 新潟日報. 2023-06-01  [2023-06-01]. （原始内容存档于2023-12-06） （日语）.
13. 1 2   (PDF). 東日本旅客鐵道新潟支社. 2023-06-01  [2023-06-01]. （原始内容存档 (PDF)于2023-12-05） （日语）.
14. ↑   (PDF). 新潟市都市政策部都市交通政策課. 2022-02-07  [2022-04-07]. （原始内容存档 (PDF)于2023-05-15） （日语）.
15. ↑  . 朝日新聞社. 2024-12-13  [2025-03-16]. （原始内容存档于2025-03-16） （日语）.
16. ↑  . 読売新聞社. 2024-12-14  [2025-03-16]. （原始内容存档于2025-03-16） （日语）.
17. 1 2   (PDF). JR東日本新潟支社. 2024-12-13  [2025-03-16] （日语）.
18. ↑  . NHK. 2024-12-13  [2024-12-15]. （原始内容存档于2024-12-13） （日语）.
19. ↑  . 日本工業経済新聞社. 2022-09-15  [2022-09-15]. （原始内容存档于2023-03-13） （日语）.
20. ↑   (PDF). 国土交通省北陸信越運輸局.   [2023-04-24]. （原始内容存档 (PDF)于2023-05-31） （日语）.

## 外部連結
- 上所站建設項目 （页面存档备份，存于）（日語） - 新潟市